# گمینا ژچتسا
گمینا ژچتسا (به لهستانی:  Gmina Rzeczyca) یک گمینا در لهستان است که در شهرستان توماشوف مازوویتسکی واقع شده‌است. گمینا ژچتسا ۱۰۸٫۲۹ کیلومتر مربع مساحت و ۴٬۹۷۱ نفر جمعیت دارد.